# Bohemian Rhapsody
"Bohemian Rhapsody" là một bài hát của ban nhạc rock người Anh Quốc Queen nằm trong album phòng thu thứ tư của họ, A Night at the Opera (1975). Nó được phát hành vào ngày 31 tháng 10 năm 1975 như là đĩa đơn đầu tiên trích từ album bởi EMI Records và Elektra Records. Bài hát được viết lời bởi giọng ca chính của Queen Freddie Mercury, trong khi phần sản xuất được đảm nhiệm bởi tất cả những thành viên trong nhóm (Mercury, Brian May, Roger Taylor và John Deacon) với Roy Thomas Baker. "Bohemian Rhapsody" là sự cộng hưởng giữa nhiều đoạn khác nhau mà không có phần điệp khúc, bao gồm đoạn giới thiệu, đoạn ballad, đoạn lướt mang phong cách opera, đoạn hard rock và đoạn coda phản chiếu. Bài hát là một bản progressive rock kết hợp với những yếu tố từ hard rock và progressive pop, và mặc dù đã có những giả thuyết xung quanh nội dung lời bài hát, Mercury chưa từng thừa nhận về ý nghĩa thực sự của nó. Năm 1991, "Bohemian Rhapsody" đã được phát hành lại ở Vương quốc Anh như là đĩa đơn mặt A đôi với "These Are the Days of Our Lives", sau sự ra đi của Mercury.
Sau khi phát hành, "Bohemian Rhapsody" nhận được những phản ứng tích cực từ các nhà phê bình âm nhạc, trong đó họ đánh giá cao sự sáng tạo trong âm nhạc và hoàn thiện về mặt kỹ thuật của nó. Ngoài ra, bài hát còn gặt hái nhiều giải thưởng và đề cử tại những lễ trao giải lớn, bao gồm chiến thắng tại giải Brit năm 1977 cho Đĩa đơn Anh Quốc của năm và hai đề cử giải Grammy cho Trình diễn giọng pop xuất hiện bởi bộ đôi, nhóm nhạc hoặc điệp khúc và Cải biên lời cho hai giọng trở lên xuất sắc nhất tại lễ trao giải thường niên lần thứ 19. "Bohemian Rhapsody" cũng tiếp nhận những thành công vượt trội về mặt thương mại, đứng đầu các bảng xếp hạng ở Úc, Bỉ, Canada, Ireland, Hà Lan, New Zealand và Vương quốc Anh, đồng thời lọt vào top 10 ở hầu hết những quốc gia nó xuất hiện. Tại Hoa Kỳ, nó đạt vị trí thứ sáu trên bảng xếp hạng Billboard Hot 100 vào năm 1976, trước khi đạt vị trí thứ hai vào năm 1992 sau khi xuất hiện trong bộ phim Wayne's World. Tính đến nay, nó đã bán được hơn 11 triệu bản trên toàn cầu, trở thành một trong những đĩa đơn bán chạy nhất mọi thời đại.
Video ca nhạc cho "Bohemian Rhapsody" được đạo diễn bởi Bruce Gowers, trong đó sử dụng nhiều hiệu ứng đặc biệt khác nhau để làm nổi bật sự xuất hiện của Queen, xen kẽ với những cảnh họ trình diễn trên một sân khấu. Được ghi nhận là bài hát trứ danh trong sự nghiệp của nhóm, nó đã lọt vào danh sách những tác phẩm hay nhất mọi thời đại bởi nhiều tổ chức và ấn phẩm âm nhạc, bao gồm vị trí thứ 166 trong danh sách "500 Bài hát xuất sắc nhất mọi thời đại" của Rolling Stone. Bài hát đã được hát lại và sử dụng làm nhạc mẫu bởi nhiều nghệ sĩ, như Elton John, Axl Rose, Elaine Paige, "Weird Al" Yankovic, Robbie Williams, Pink, Adam Lambert, Pentatonix và dàn diễn viên của Glee, cũng như xuất hiện trong nhiều tác phẩm điện ảnh và truyền hình, bao gồm bộ phim tiểu sử năm 2018 cùng tên dựa trên sự nghiệp của nhóm. Ngoài ra, "Bohemian Rhapsody" còn xuất hiện trong nhiều album tuyển tập của Queen, bao gồm Greatest Hits (1981), Stone Cold Classics (2006), The A–Z of Queen, Volume 1 (2007), Absolute Greatest (2009) và Icon (2013).

## Danh sách bài hát
Đĩa 7"
1. "Bohemian Rhapsody" – 5:55
2. "I'm in Love with My Car" – 3:05

## Xếp hạng
| Bảng xếp hạng (1975-2019)              | Vị trí cao nhất |
| -------------------------------------- | --------------- |
| Úc (Kent Music Report)                 | 1               |
| Áo (Ö3 Austria Top 40)                 | 8               |
| Bỉ (Ultratop 50 Flanders)              | 1               |
| Canada (RPM)                           | 1               |
| Cộng hòa Séc (Singles Digitál Top 100) | 1               |
| Đan Mạch (Tracklisten)                 | 3               |
| Châu Âu (European Hot 100 Singles)     | 3               |
| Pháp (SNEP)                            | 15              |
| Đức (Official German Charts)           | 7               |
| Hungary (Single Top 40)                | 4               |
| Ireland (IRMA)                         | 1               |
| Ý (FIMI)                               | 11              |
| Nhật Bản (Japan Hot 100)               | 12              |
| Hà Lan (Dutch Top 40)                  | 1               |
| Hà Lan (Single Top 100)                | 1               |
| New Zealand (Recorded Music NZ)        | 1               |
| Na Uy (VG-lista)                       | 4               |
| Nam Phi (Springbok Radio)              | 2               |
| Hàn Quốc (Gaon International Singles)  | 2               |
| Tây Ban Nha (AFYVE)                    | 4               |
| Thụy Điển (Sverigetopplistan)          | 18              |
| Thụy Sĩ (Schweizer Hitparade)          | 4               |
| Anh Quốc (OCC)                         | 1               |
| Hoa Kỳ Billboard Hot 100               | 2               |
| Hoa Kỳ Hot Rock Songs (Billboard)      | 4               |

| Bảng xếp hạng (1970-79)              | Vị trí |
| ------------------------------------ | ------ |
| Netherlands (Dutch Top 40)           | 89     |
| UK Singles (Official Charts Company) | 7      |
| Bảng xếp hạng (1990-99)              | Vị trí |
| UK Singles (Official Charts Company) | 23     |

| Bảng xếp hạng (1975)                     | Vị trí |
| ---------------------------------------- | ------ |
| UK Singles (Official Charts Company)     | 22     |
| Bảng xếp hạng (1976)                     | Vị trí |
| Australia (Kent Music Report)            | 2      |
| Belgium (Ultratop 50 Flanders)           | 14     |
| Canada (RPM)                             | 6      |
| Denmark (Tracklisten)                    | 40     |
| Netherlands (Dutch Top 40)               | 9      |
| Netherlands (Single Top 100)             | 11     |
| New Zealand (Recorded Music NZ)          | 6      |
| UK Singles (Official Charts Company)     | 35     |
| US Billboard Hot 100                     | 18     |
| Bảng xếp hạng (1991)                     | Vị trí |
| UK Singles (Official Charts Company)     | 2      |
| Bảng xếp hạng (1992)                     | Vị trí |
| Australia (ARIA)                         | 59     |
| Belgium (Ultratop 50 Flanders)           | 45     |
| Europe (European Top 100 Singles)        | 34     |
| Netherlands (Dutch Top 40)               | 28     |
| Netherlands (Single Top 100)             | 24     |
| New Zealand (Recorded Music NZ)          | 41     |
| UK Singles (Official Charts Company)     | 15     |
| US Billboard Hot 100                     | 39     |
| Bảng xếp hạng (2018)                     | Vị trí |
| Hungary (Single Top 10)                  | 40     |
| South Korea (Gaon International Singles) | 59     |
| South Korea (Gaon International Singles) | 66     |
| US Hot Rock Songs (Billboard)            | 31     |

| Bảng xếp hạng                        | Vị trí |
| ------------------------------------ | ------ |
| UK Singles (Official Charts Company) | 4      |
| US Billboard Hot 100                 | 517    |

## Chứng nhận
| Quốc gia | Chứng nhận  | Số đơn vị/doanh số chứng nhận |
| --- | ----------- | ----------------------------- |
| Đan Mạch (IFPI Đan Mạch) | Bạch kim    | 90.000‡                       |
| Đức (BVMI) | Vàng        | 250.000‡                      |
| Ý (FIMI) | 3× Bạch kim | 150,000‡                      |
| New Zealand (RMNZ) | 2× Bạch kim | 40.000*                       |
| Tây Ban Nha (PROMUSICAE) | Vàng        | 25.000‡                       |
| Anh Quốc (BPI) | Bạch kim    | 2,795,034                     |
| Hoa Kỳ (RIAA) Đĩa cứng | Vàng        | 1.000.000^                    |
| Hoa Kỳ (RIAA) Nhạc số | 7× Bạch kim | 7.000.000‡                    |
| * Chứng nhận dựa theo doanh số tiêu thụ. ^ Chứng nhận dựa theo doanh số nhập hàng. ‡ Chứng nhận dựa theo doanh số tiêu thụ và phát trực tuyến. |             |                               |